# Soultz-sous-Forêts
Pour les articles homonymes, voir Soultz.
Soultz-sous-Forêts (prononcé [sults su fɔʁɛ] ; originellement Sulz, nom allemand/alsacien actuel : Sulz unterm Wald) est une commune française située dans la circonscription administrative du Bas-Rhin et, depuis le 1er janvier 2021, dans le territoire de la Collectivité européenne d'Alsace, en région Grand Est.
Cette commune se trouve dans la région historique et culturelle d'Alsace.
Le 1er juillet 1982, la commune fusionne avec le village de Hohwiller.
La commune fait partie du parc naturel régional des Vosges du Nord et de la réserve de biosphère transfrontalière des Vosges du Nord-Pfälzerwald. Elle est connue pour avoir été le berceau pendant tout le XIXe siècle de l'élevage d'une race de pigeon domestique, appréciée pour sa chair, le huppé de Soultz, aujourd'hui répandu dans d'autres régions.

## Géographie

### Localisation
La localité se trouve au cœur de la région naturelle de l'Outre-Forêt.

### Géologie et relief
La commune se compose de 228,29 hectares de territoires artificialisés (14,92 %), 738,68 hectares de territoires agricoles (48,28 %) et 562,85 hectares de forêts et milieux semi-naturels (36,79 %).
Espaces naturels :
- Trois espaces protégés hors Natura 2000 Vosges du nord :

Réserve de Biosphère, zone tampon,
Réserve de Biosphère, zone tampon,
Parc naturel régional.
- Deux zones naturelles d'intérêt écologique, faunistique et floristique (Znieff) :

Vallée du Seltzbach et massif du Niederwald,
Ruisseau du Ritsenbaechel à Lobsann.

### Sismicité
Commune située dans une zone 3 de sismicité modérée.
| Lobsann      | Retschwiller Memmelshoffen | Schoenenbourg        |
| Kutzenhausen | Soultz-sous-Forêts         | Hermerswiller Hoffen |
| Surbourg     | Reimerswiller Betschdorf   | Kuhlendorf           |

### Hydrographie et les eaux souterraines
Hydrogéologie et climatologie : Système d’information pour la gestion des eaux souterraines du bassin Rhin-Meuse :
Territoire communal : Occupation du sol (Corinne Land Cover); Cours d'eau (BD Carthage),
Géologie : Carte géologique; Coupes géologiques et techniques,
 Hydrogéologie : Masses d'eau souterraine; BD Lisa; Cartes piézométriques.
La commune est dans le bassin versant du Rhin au sein du bassin Rhin-Meuse. Elle est drainée par le ruisseau le Seltzbach, le ruisseau le Wintzenbach, le ruisseau le Bachgraben et le ruisseau le Froeschwillerbach,,.
Le Seltzbach, d'une longueur de 33 km, prend sa source dans la commune de Gœrsdorf et se jette  dans la Sauer à Seltz, après avoir traversé 14 communes. 

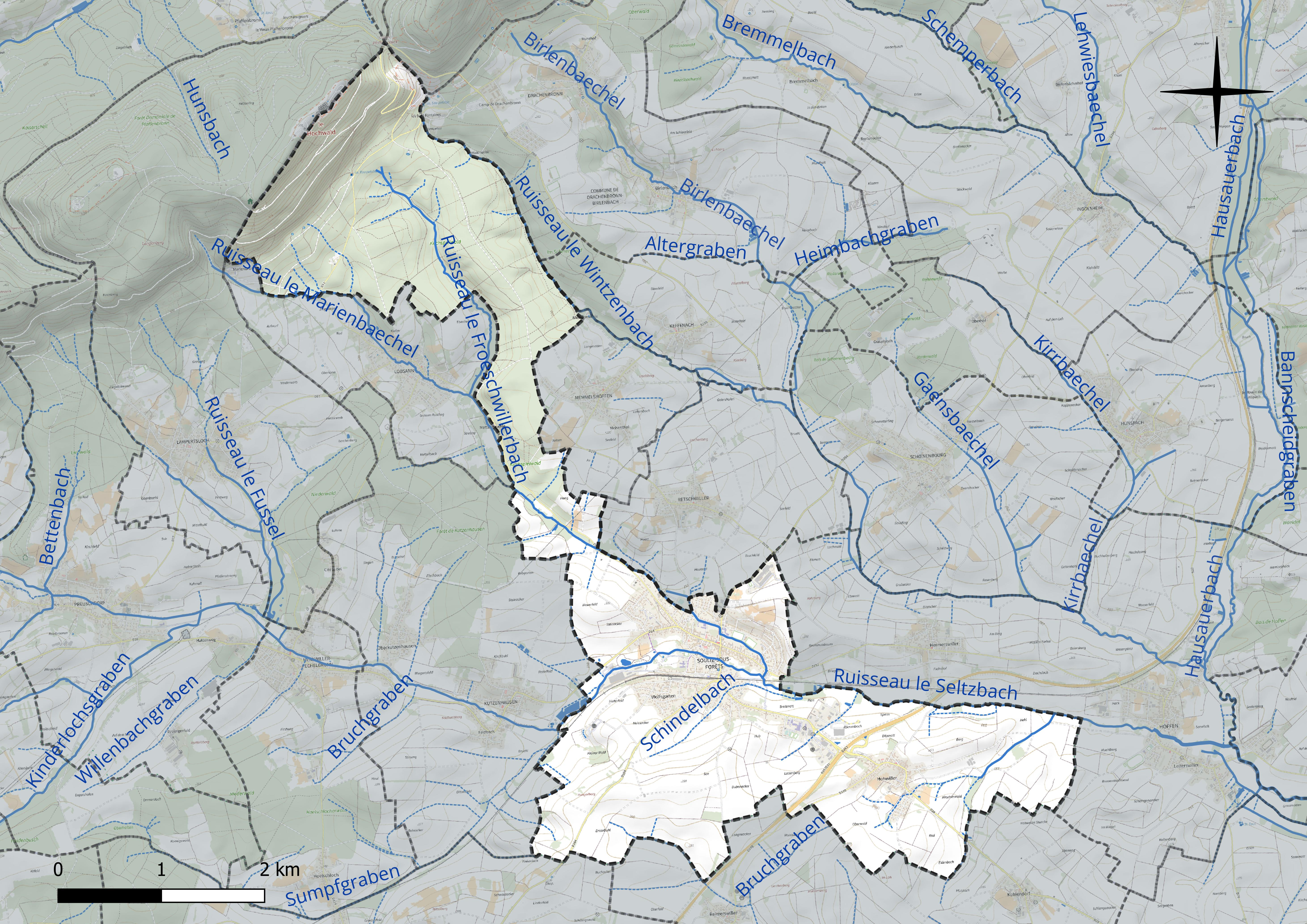
Réseau hydrographique de Soultz-sous-Forêts.

Le Wintzenbach, d'une longueur de 11 km, prend sa source dans la commune  et se jette  dans le Haussauerbach à Hoffen, après avoir traversé sept communes. 

### Climat
Pour des articles plus généraux, voir Climat du Grand Est et Climat du Bas-Rhin.
En 2010, le climat de la commune est de type climat des marges montargnardes, selon une étude du Centre national de la recherche scientifique s'appuyant sur une série de données couvrant la période 1971-2000. En 2020, Météo-France publie une typologie des climats de la France métropolitaine dans laquelle la commune est exposée à un climat semi-continental et est dans la région climatique  Alsace, caractérisée par une pluviométrie faible, particulièrement en automne et en hiver, un été chaud et bien ensoleillé, une humidité de l’air basse au printemps et en été, des vents faibles et des brouillards fréquents en automne (25 à 30 jours). 
Pour la période 1971-2000, la température annuelle moyenne est de 10,6 °C, avec une amplitude thermique annuelle de 17,9 °C. Le cumul annuel moyen de précipitations est de 768 mm, avec 10,4 jours de précipitations en janvier et 10,2 jours en juillet. Pour la période 1991-2020, la température moyenne annuelle observée sur la station météorologique de Météo-France la plus proche, « Preuschdorf », sur la commune de Preuschdorf à 6 km à vol d'oiseau, est de 11,3 °C et le cumul annuel moyen de précipitations est de 834,2 mm. 
La température maximale relevée sur cette station est de 39,8 °C, atteinte le 4 juillet 2015 ; la température minimale est de −19,9 °C, atteinte le 8 janvier 1985,,. 
Les paramètres climatiques de la commune ont été estimés pour le milieu du siècle (2041-2070) selon différents scénarios d'émission de gaz à effet de serre à partir des nouvelles projections climatiques de référence DRIAS-2020. Ils sont consultables sur un site dédié publié par Météo-France en novembre 2022.

## Urbanisme

### Typologie
Au 1er janvier 2024, Soultz-sous-Forêts est catégorisée bourg rural, selon la nouvelle grille communale de densité à sept niveaux définie par l'Insee en 2022.
Elle appartient à l'unité urbaine de Soultz-sous-Forêts, une unité urbaine monocommunale constituant une ville isolée,. Par ailleurs la commune fait partie de l'aire d'attraction de Soultz-sous-Forêts, dont elle est la commune-centre,. Cette aire, qui regroupe 1 communes, est catégorisée dans les aires de moins de 50 000 habitants,.

### Occupation des sols
L'occupation des sols de la commune, telle qu'elle ressort de la base de données européenne d’occupation biophysique des sols Corine Land Cover (CLC), est marquée par l'importance des territoires agricoles (48,1 % en 2018), en diminution par rapport à 1990 (52,4 %). La répartition détaillée en 2018 est la suivante : 
terres arables (47,1 %), forêts (37,1 %), zones urbanisées (13,2 %), zones industrielles ou commerciales et réseaux de communication (1,6 %), prairies (0,5 %), cultures permanentes (0,4 %), zones agricoles hétérogènes (0,1 %). L'évolution de l’occupation des sols de la commune et de ses infrastructures peut être observée sur les différentes représentations cartographiques du territoire : la carte de Cassini (XVIIIe siècle), la carte d'état-major (1820-1866) et les cartes ou photos aériennes de l'IGN pour la période actuelle (1950 à aujourd'hui).

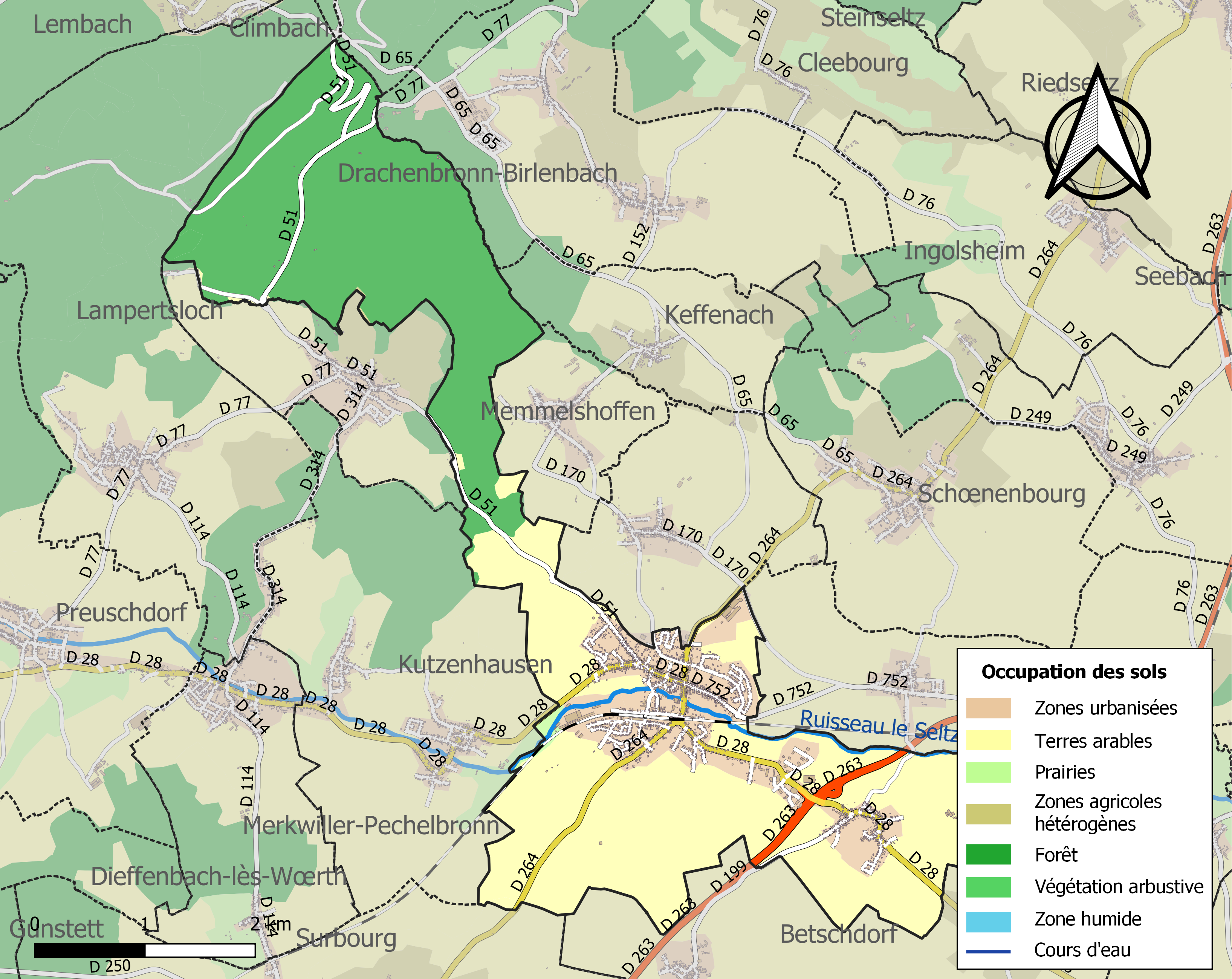
Carte des infrastructures et de l'occupation des sols de la commune en 2018 (CLC).

### Voies de communication et mobilités

#### Voies routières
- Autoroute A35, aussi appelée autoroute des cigognes ou l'Alsacienne. Échangeurs Soufflenheim, Seltz, Baden-Baden.
- Autoroute A340 : Sorties Haguenau, Wahlenheim.

#### Transports en commun
La communauté de communes est devenue Autorité organisatrice de la mobilité (AOM).

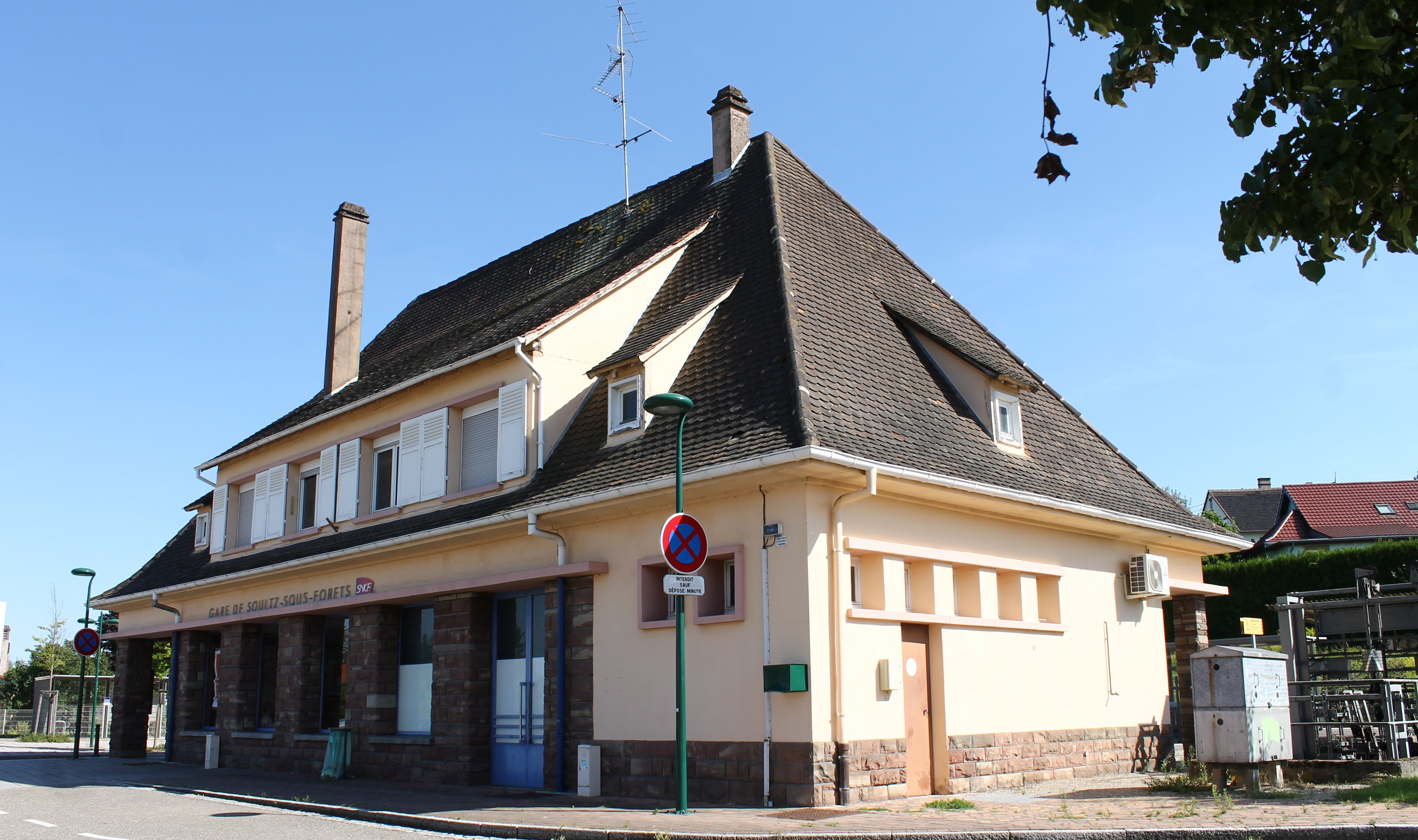
Gare de Soultz-sous-Forêts.

- Fluo Grand Est.
- Transports en Alsace.

#### Lignes SNCF
- Gare de Soultz-sous-Forêts
- Gare de Hoffen
- Gare de Hoelschloch
- Gare de Hunspach
- Gare de Walbourg

## Histoire
Des fouilles archéologiques ont permis de localiser un habitat gallo-romain à l'est de la ville. Au XIIIe siècle, la localité fait partie de la seigneurie des Fleckenstein et en est le centre administratif. Le château fort du Fleckenstein se situait à l'entrée Sud du village en 1274, il a aujourd'hui disparu.
En 1346, l'empereur Louis de Bavière autorise les Fleckenstein à transférer les habitants du village, et à reconstruire Soultz, qui est alors élevée au rang de « ville » et est fortifiée d'une enceinte (dont il ne reste plus de traces).
Dans les années 1590, des sauniers sont pour la première fois mentionnés à Soultz. Un puits d'eau salée exploité dès 1598 est en effet découvert dans les fossés de l'ancien château fort. Ce n'est qu'en 1788 que l'exploitation industrielle débute lorsque le baron de Bode rachète la saline.
Soultz devient Soultz-sous-Forêts en 1750. Cette précision est nécessaire pour la poste.
À partir de 1790, Soultz-sous-Forêts devient chef-lieu de canton.
Le XIXe siècle est celui de « l'âge d'or » de la commune. Le bourg devient une vraie petite ville sur le plan urbanistique. L'activité commerciale et artisanale se développe et Soultz-sous-Forêts obtient l'autorisation de tenir un marché. L'administration cantonale joue pleinement son rôle. Le chemin de fer, soutenu par Frédéric Muntz, le maire de l'époque, entre pour la première fois en gare de Soultz le 25 août 1855 à 11 heures 30.
Le XXe siècle est plus difficile et plus contrasté. C'est le siècle du développement puis du déclin de l'exploitation pétrolière. La première partie de siècle est encore marquée par quelques avancées significatives comme l'adduction d'eau en 1924.
L'après-guerre est pleine de contrastes. L'implantation de deux usines importantes dans les années 1960 assure une prospérité qui ne se dément pas. Les années 1970 voient également s'ériger un nouveau concurrent au centre de l'Outre Forêt : la commune de Betschdorf. Après plusieurs fusions, elle devient la deuxième localité de l'arrondissement, après Wissembourg. En 1982, Hohwiller associe son destin à celui de Soultz-sous-Forêts.

### La Seconde Guerre mondiale à Soultz-sous-Forêts
La ville de Soultz-sous-Forêts a vécu cette guerre comme toute l’Alsace, et ce d’autant plus, qu’elle était à proximité de deux lieux stratégiques. À l’ouest de la commune, les puits de pétrole et la raffinerie de Pechelbronn étaient un moteur économique pour la région et permettaient une richesse énergétique. Au nord se situe la ligne Maginot qui témoigne encore aujourd’hui de l’arsenal militaire mis en place dans la région. La gare de transbordement de Soultz-sous-Forêts joua un rôle primordial dans la construction et le ravitaillement du fort de Schœnenbourg via une ligne de chemin de fer militaire dite voie de 60.

### Héraldique
| Blason de Soultz-sous-Forêts | Blason  | De sinople aux trois fasces d'argent. |
| Blason de Soultz-sous-Forêts | Détails |                                       |

## Politique et administration

### Budget et fiscalité 2023

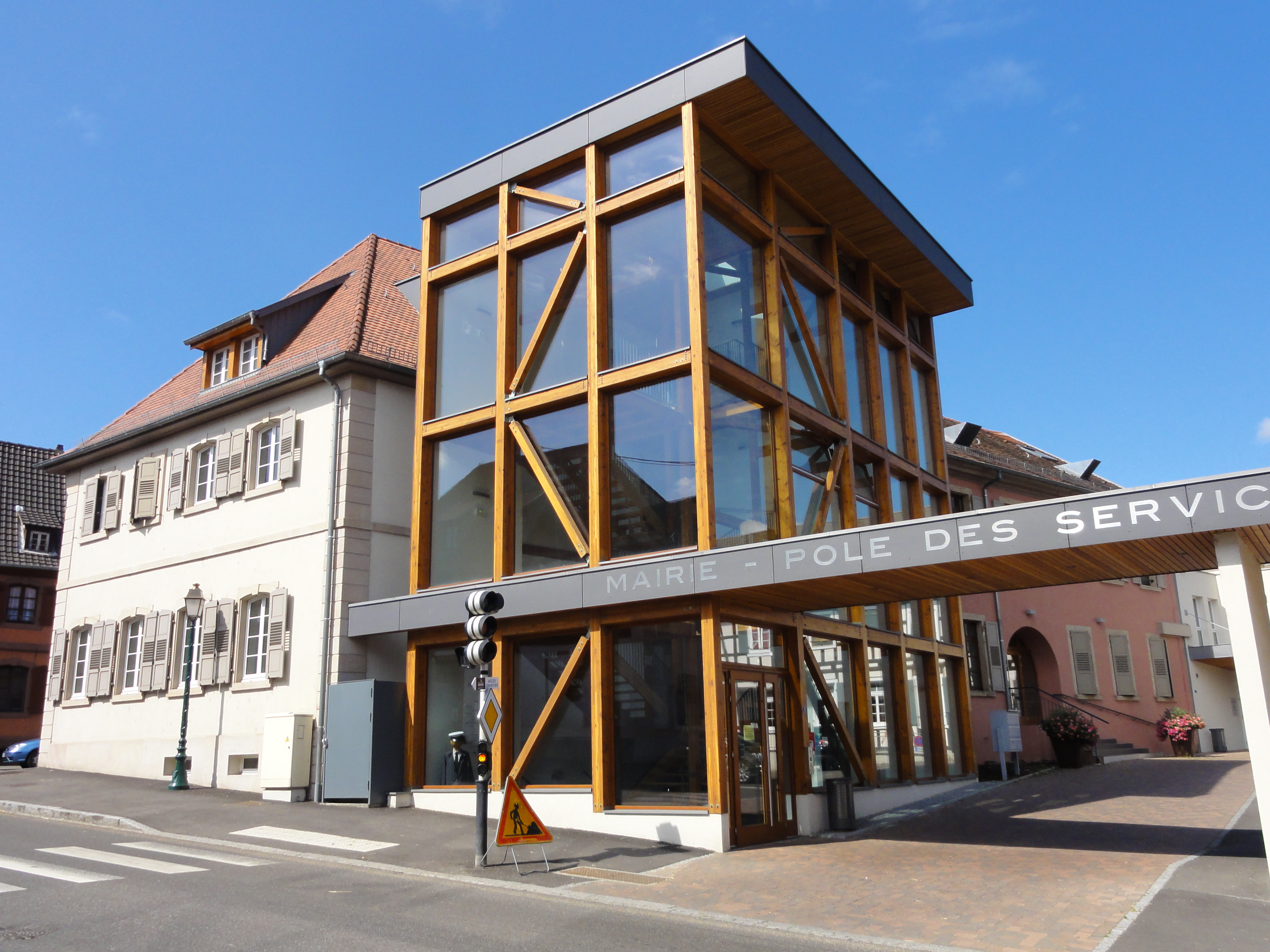
Pôle des services de la mairie.

En 2023, le budget de la commune était constitué ainsi :
- total des produits de fonctionnement : 3 746 000 €, soit 1 168 € par habitant ;
- total des charges de fonctionnement : 2 946 000 €, soit 919 € par habitant ;
- total des ressources d'investissement : 1 154 000 €, soit 360 € par habitant ;
- total des emplois d'investissement : 8 620 000 €, soit 269 € par habitant ;
- endettement : 2 864 000 €, soit 893 € par habitant.

Avec les taux de fiscalité suivants :
- taxe d'habitation : 21,94 % ;
- taxe foncière sur les propriétés bâties : 25,89 % ;
- taxe foncière sur les propriétés non bâties : 49,21 % ;
- taxe additionnelle à la taxe foncière sur les propriétés non bâties : 0,00 % ;
- cotisation foncière des entreprises : 0,00 %.

Chiffres clés Revenus et pauvreté des ménages en 2021 : médiane en 2021 du revenu disponible, par unité de consommation : 24 090 €.

## Population et société

### Démographie

#### Évolution démographique
L'évolution du nombre d'habitants est connue à travers les recensements de la population effectués dans la commune depuis 1793. Pour les communes de moins de 10 000 habitants, une enquête de recensement portant sur toute la population est réalisée tous les cinq ans, les populations de référence des années intermédiaires étant quant à elles estimées par interpolation ou extrapolation. Pour la commune, le premier recensement exhaustif entrant dans le cadre du nouveau dispositif a été réalisé en 2006.

En 2022, la commune comptait 3 125 habitants, en évolution de −1,51 % par rapport à 2016 (Bas-Rhin : +3,17 %, France hors Mayotte : +2,11 %).
| 1793  | 1800  | 1806  | 1821  | 1831  | 1836  | 1841  | 1846  | 1851  |
| ----- | ----- | ----- | ----- | ----- | ----- | ----- | ----- | ----- |
| 1 167 | 1 259 | 1 443 | 1 685 | 1 968 | 2 016 | 1 877 | 1 947 | 1 882 |

| 1856  | 1861  | 1866  | 1871  | 1875  | 1880  | 1885  | 1890  | 1895  |
| ----- | ----- | ----- | ----- | ----- | ----- | ----- | ----- | ----- |
| 1 650 | 1 740 | 1 667 | 1 563 | 1 571 | 1 620 | 1 566 | 1 564 | 1 582 |

| 1900  | 1905  | 1910  | 1921  | 1926  | 1931  | 1936  | 1946  | 1954  |
| ----- | ----- | ----- | ----- | ----- | ----- | ----- | ----- | ----- |
| 1 504 | 1 547 | 1 515 | 1 439 | 1 527 | 1 589 | 1 713 | 1 439 | 1 571 |

| 1962  | 1968  | 1975  | 1982  | 1990  | 1999  | 2006  | 2011  | 2016  |
| ----- | ----- | ----- | ----- | ----- | ----- | ----- | ----- | ----- |
| 1 698 | 1 877 | 1 924 | 2 289 | 2 185 | 2 494 | 2 645 | 2 970 | 3 173 |

| 2021  | 2022  | - | - | - | - | - | - | - |
| ----- | ----- | - | - | - | - | - | - | - |
| 3 147 | 3 125 | - | - | - | - | - | - | - |

### Enseignement
Établissements d'enseignements :
- Écoles maternelles et primaires.
- Collèges.
- Lycées.

### Santé
Professionnels et établissements de santé :
- Médecins[47].
- Pharmacies[48].
- Hôpitaux à Wissembourg, Haguenau[49].

### Cultes
- Culte catholique, Communauté de paroisses de Soultz-sous-Forêts[50], Diocèse de Strasbourg.
- Culte protestant[51].

## Économie

### Entreprises et commerces

#### Agriculture
- Culture de céréales, de légumineuses et de graines oléagineuses.
- Culture et élevage associés.
- Élevage de vaches laitières.
- Élevage de porcins.
- Élevage de chevaux et d'autres équidés.
- Élevage d'autres animaux.

#### Tourisme
- Hébergements et restauration à Soultz-sous-Forêts, Lemvbach, Merkwiller-Pechelbronn.

#### Commerces
- L'économie repose sur un tissu industriel avec deux principaux employeurs, Gunther Tools/Walter et CEFA, et sur un réseau d'une centaine de PME et artisans. L'entreprise la plus ancienne est le fabricant de pains azymes Paul Heumann (société fondée en 1907)[52].
- Commerces et services de proximité[53].

### Géothermie
Un groupement européen d'intérêt économique (GEIE), dans le cadre d'un projet européen piloté par le bureau de recherches géologiques et minières français, mène depuis 1987 une expérimentation d'exploitation de l'énergie géothermique pour une production d'électricité à Soultz-sous-Forêts. Pour cela trois forages de 5 000 m de profondeur ont été creusés<. Projet prévu pour fin 2008. Les premiers kilowattheures ont été produits à l'été 2008 et différentes nouvelles techniques pour une meilleure exploitation de la chaleur (utilisation des failles existantes dans le socle granitique, de l'eau souterraine, etc.) ont pu être validées. Cette expérience a aussi souligné le risque sismique de forage et d'injection d'eau à très grande profondeur. Ainsi les opérations menées ont généré 50 000 séismes, dont une grosse dizaine d'une magnitude supérieure à 2 sur l'échelle de Richter donc perceptible par l'homme. Une centrale de géothermie profonde est inaugurée le 23 septembre 2016.

## Lieux et monuments

### Édifices religieux

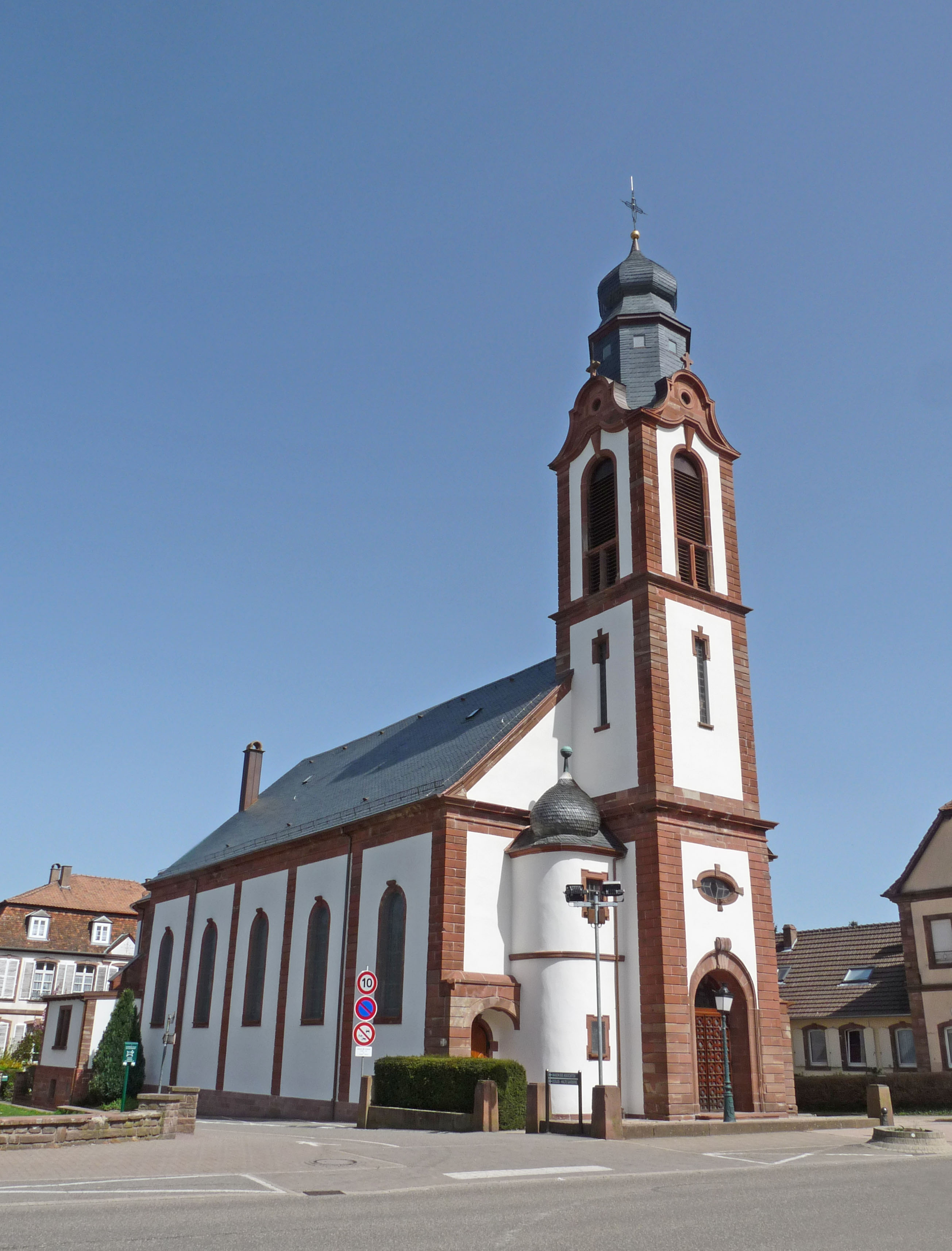
Église Saint-Pierre-et-Saint-Paul.
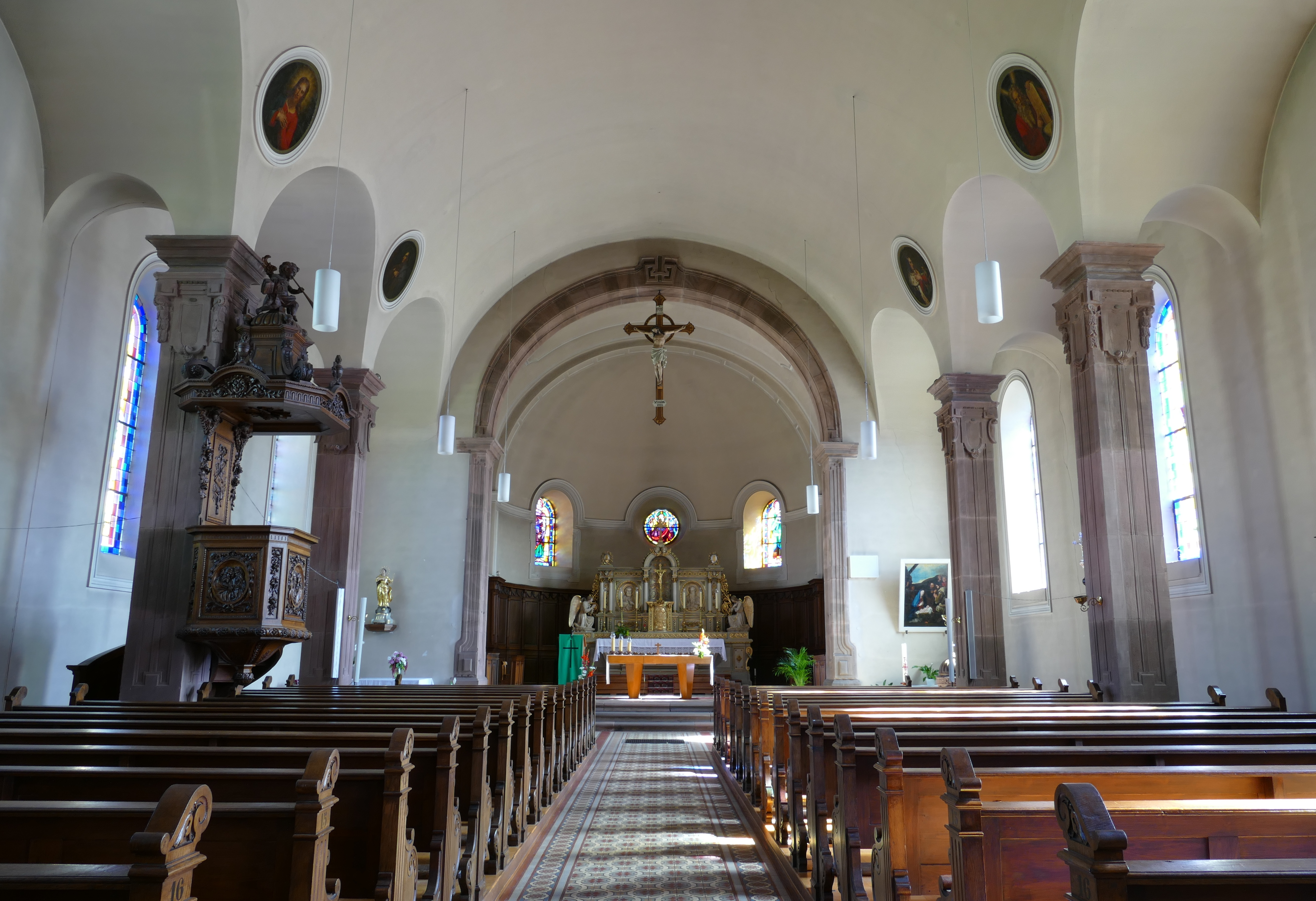
Vue intérieure de l'église Saint-Pierre-et-Saint-Paul.
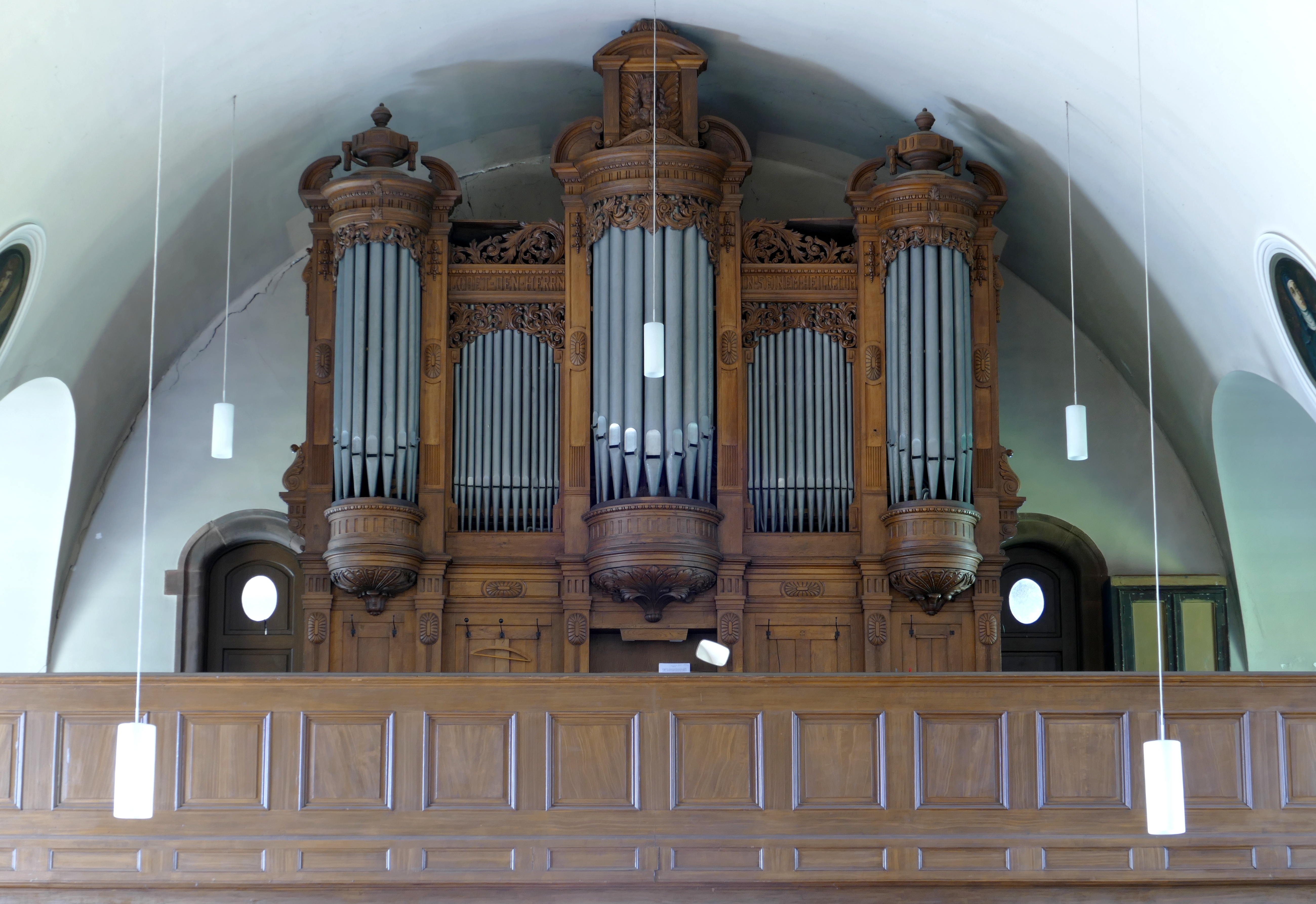
Orgue Roethinger-Kern (1912-1970).
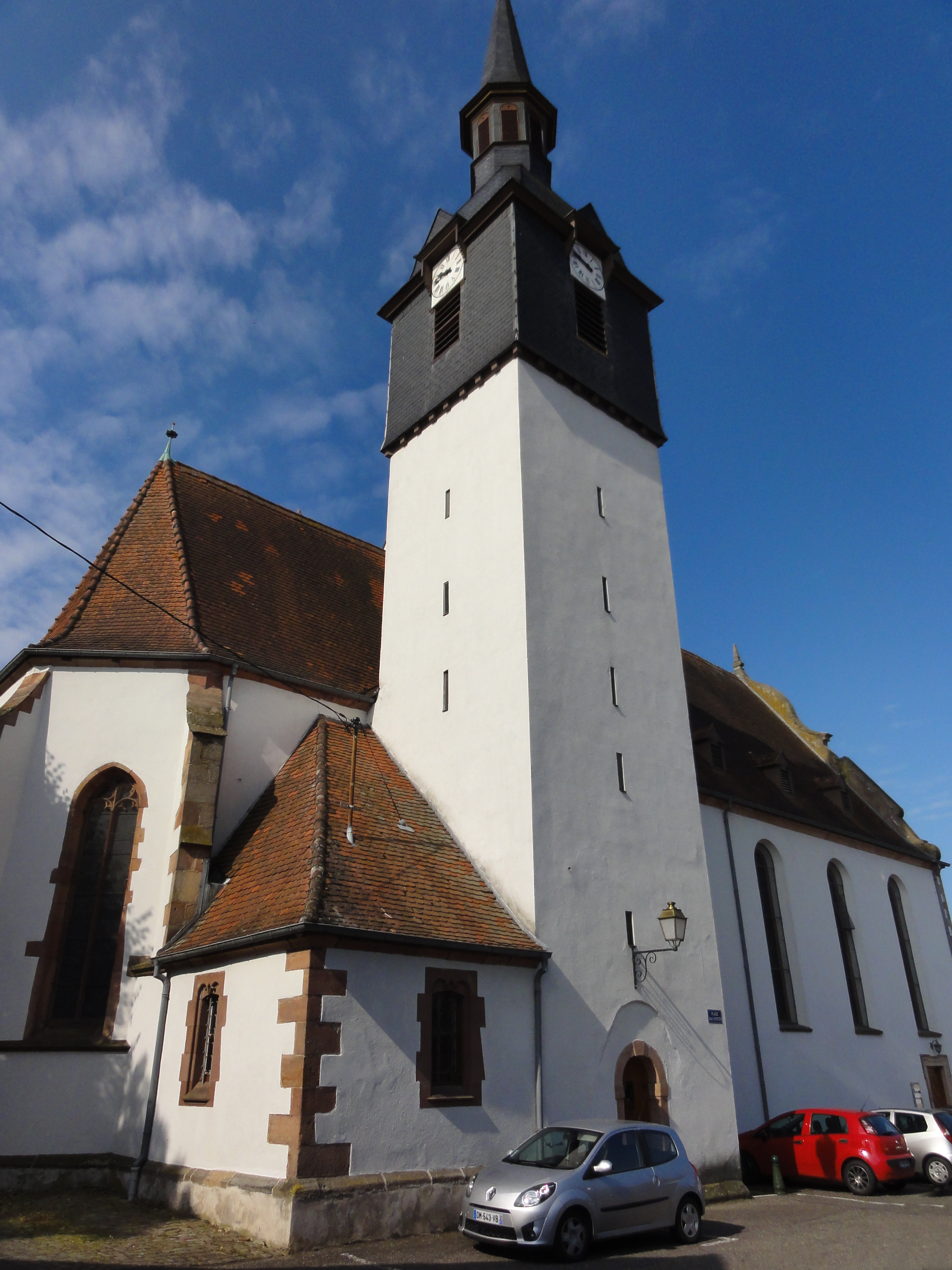
Église protestante.
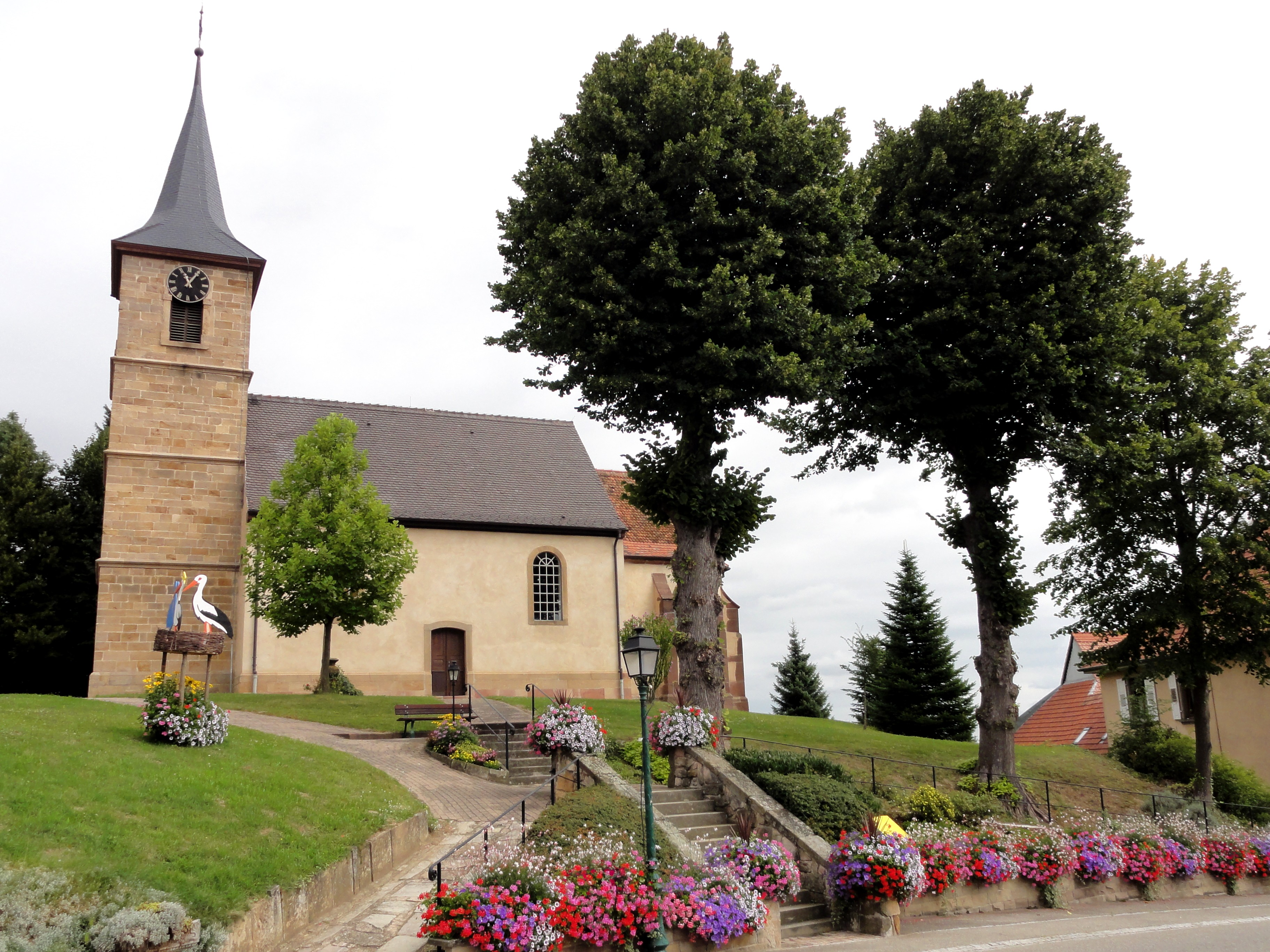
Église simultanée Saint-Jean-Baptiste de Hohwiller.
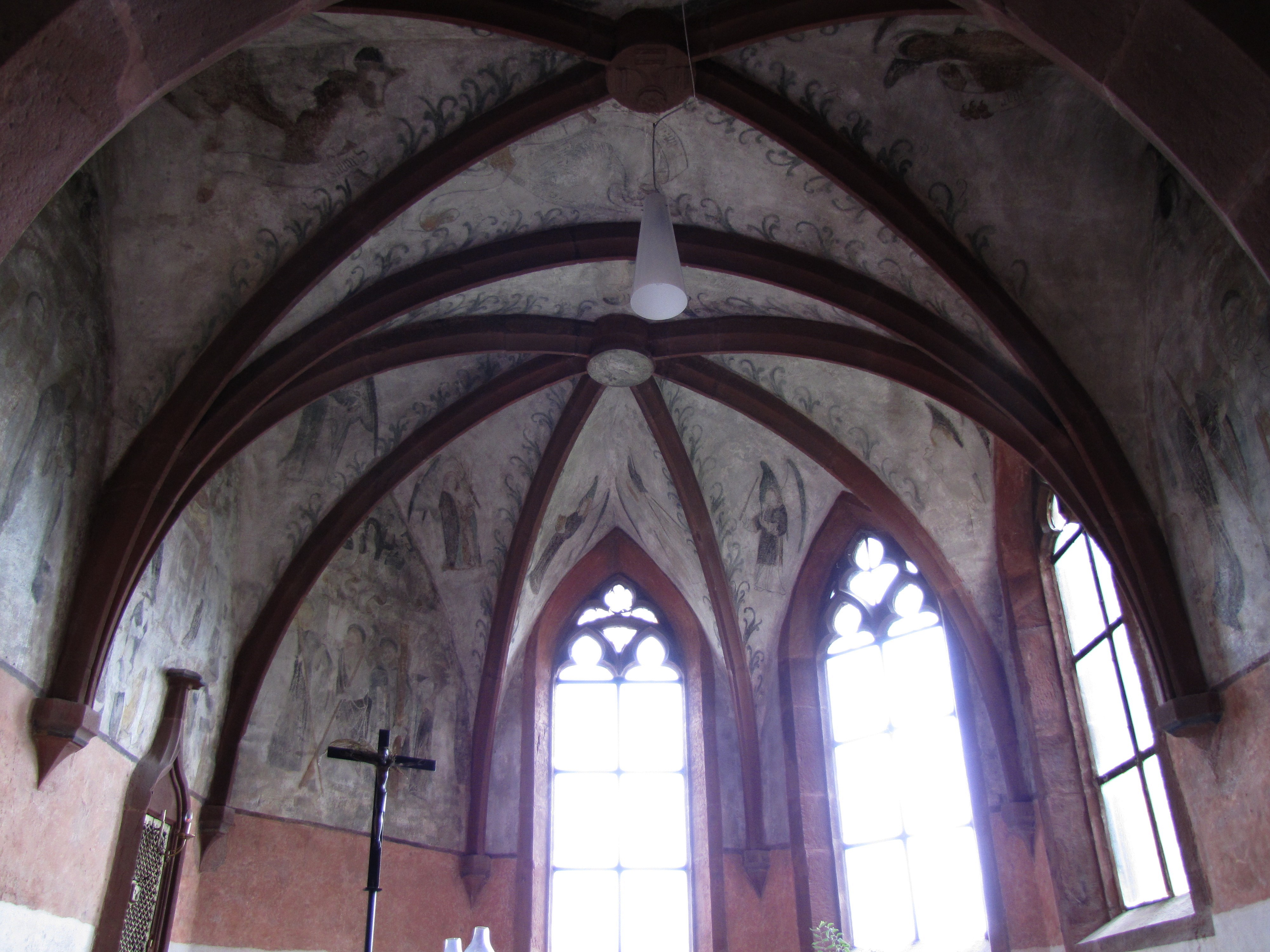
Chœur gothique avec fresques (XVe).
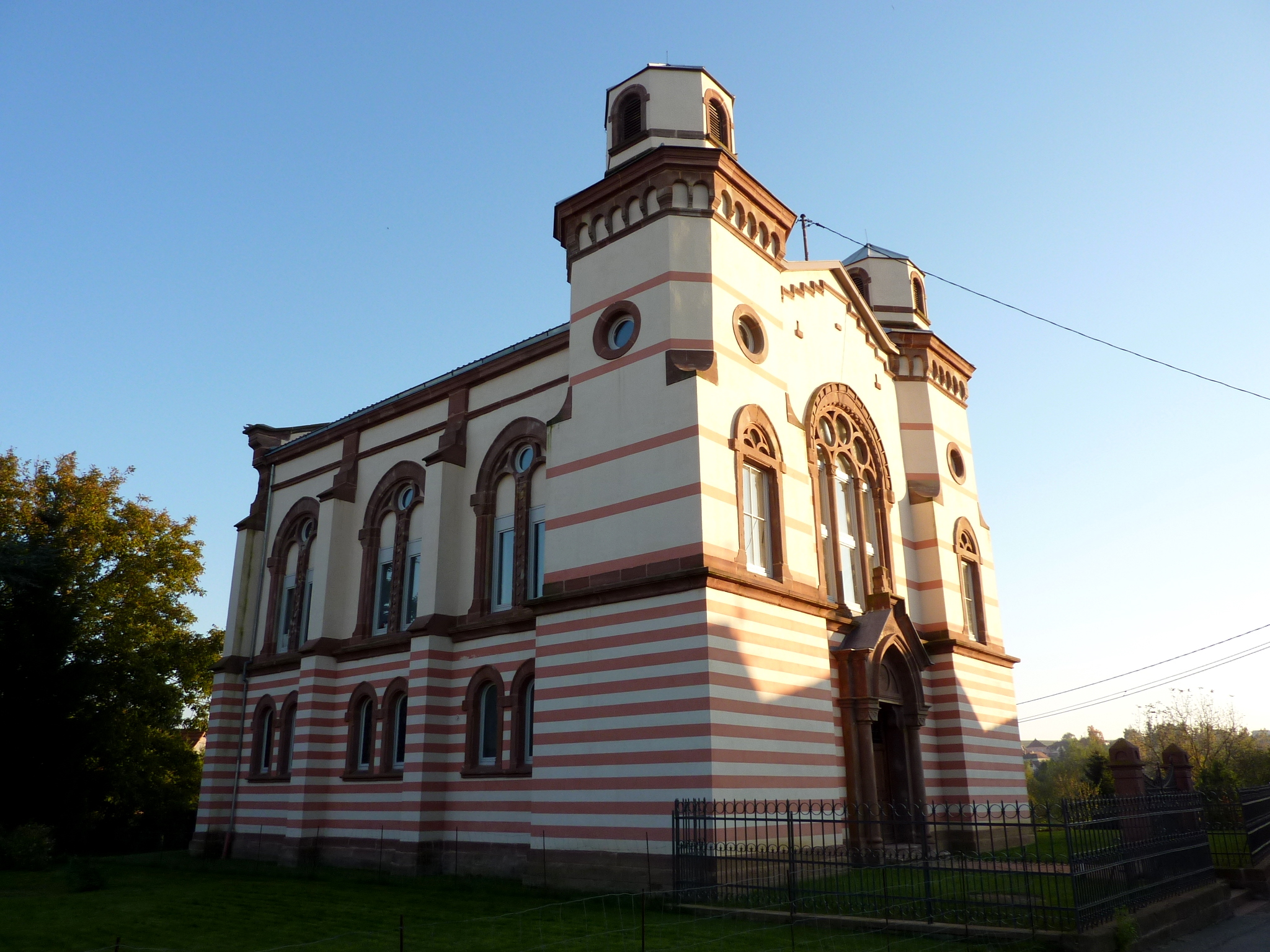
Synagogue de Soultz-sous-Forêts.

- Église Saint-Pierre-et-Saint-Paul (XXe siècle) et son orgue. Elle occupe l'emplacement de la cour d'honneur de l'ancien château Geiger[55].

Le mobilier de l'église paroissiale Saint-Pierre, Saint-Paul.
* Autel, tabernacle (maître-autel) : saint Pierre, saint Paul.
* Bénitier (2).
* Statue de procession : Immaculée Conception.
* Tableau : Adoration des bergers.
* Calice.
* Calice, patène.
* Encensoir.
* Ostensoir.
* Ciboire (1).
* Ciboire (2).
* Grand orgue.
- Église protestante construite à la fin du XVe siècle

et ses orgues. Le clocher est sans doute l'ancien beffroi de la ville,,
- Église simultanée Saint-Jean-Baptiste de Hohwiller (XVe siècle)[72].

Le mobilier de l'église paroissiale Saint-Jean-Baptiste, temple,
Croix monumentale : Christ en croix,
Bancs de fidèles : bancs d'église (19),
Tronc,
Peinture murale,
Ostensoir,
Ciboire des malades,
Autel protestant,
Aiguière de baptême, bassin de baptême,
Calice protestant, boîte à hosties protestante, patène protestante,
Grand orgue.
Orgue (petit orgue).
Hohwiller est l'une des quelque 50 localités d'Alsace dotées d'une église simultanée.
Cimetière.
- Synagogue de Soultz-sous-Forêts : reconstruite en 1827, elle remplace un édifice plus ancien, puis démolie en 1897 et remplacée par la synagogue actuelle. Endommagée au cours de la Seconde Guerre mondiale, elle a été reconstruite en 1962[87],[88].

Cimetière juif.
- Patrimoine architectural rural recensé par le service régional de l'Inventaire général du patrimoine culturel[90].
- Monument aux morts[91] : Conflits commémorés : 1870-1871[92] -  1914-1918 - 1939-1945.

Autres lieux et patrimoines :

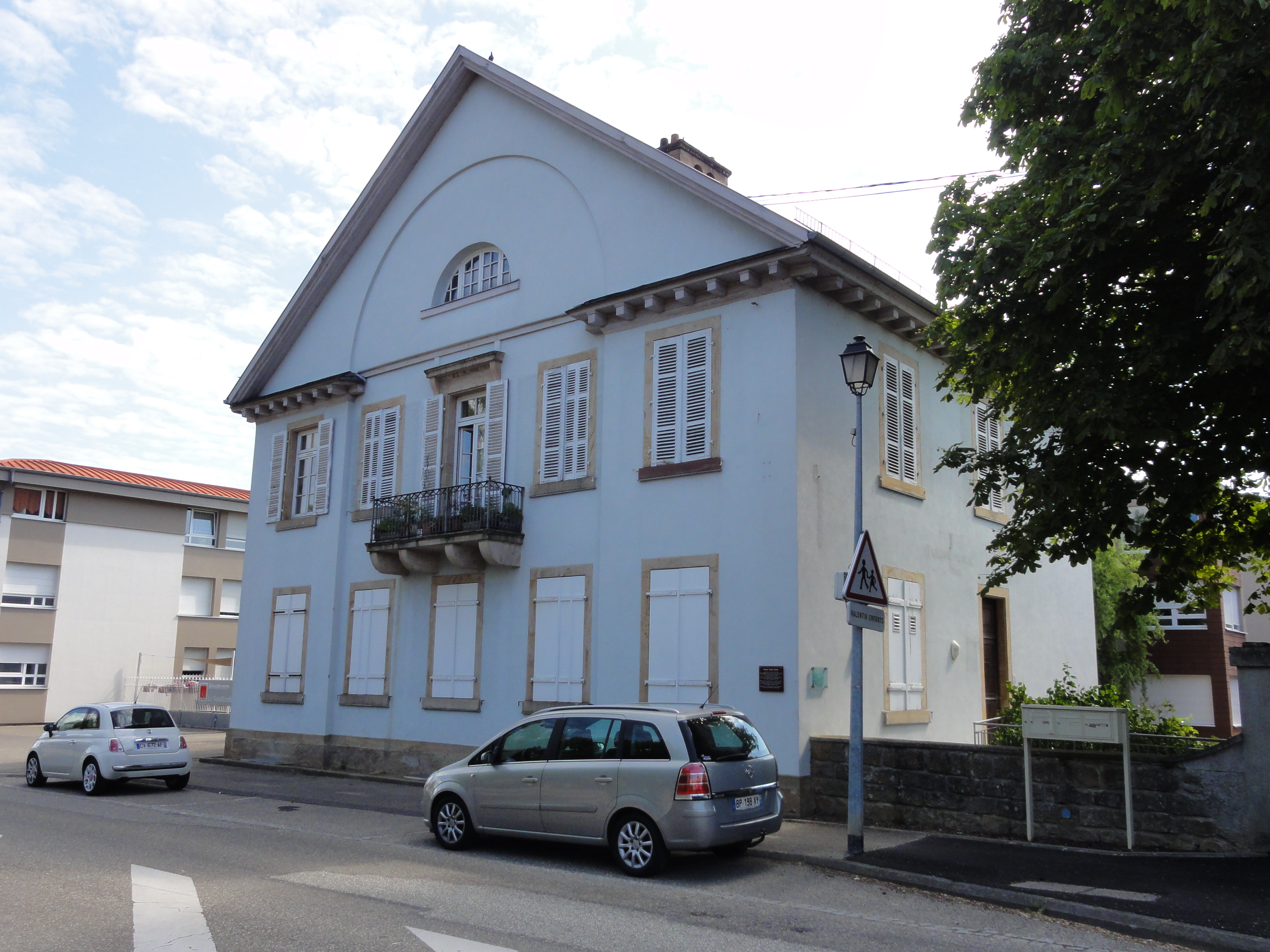
Ancienne maison Muntz (1825).
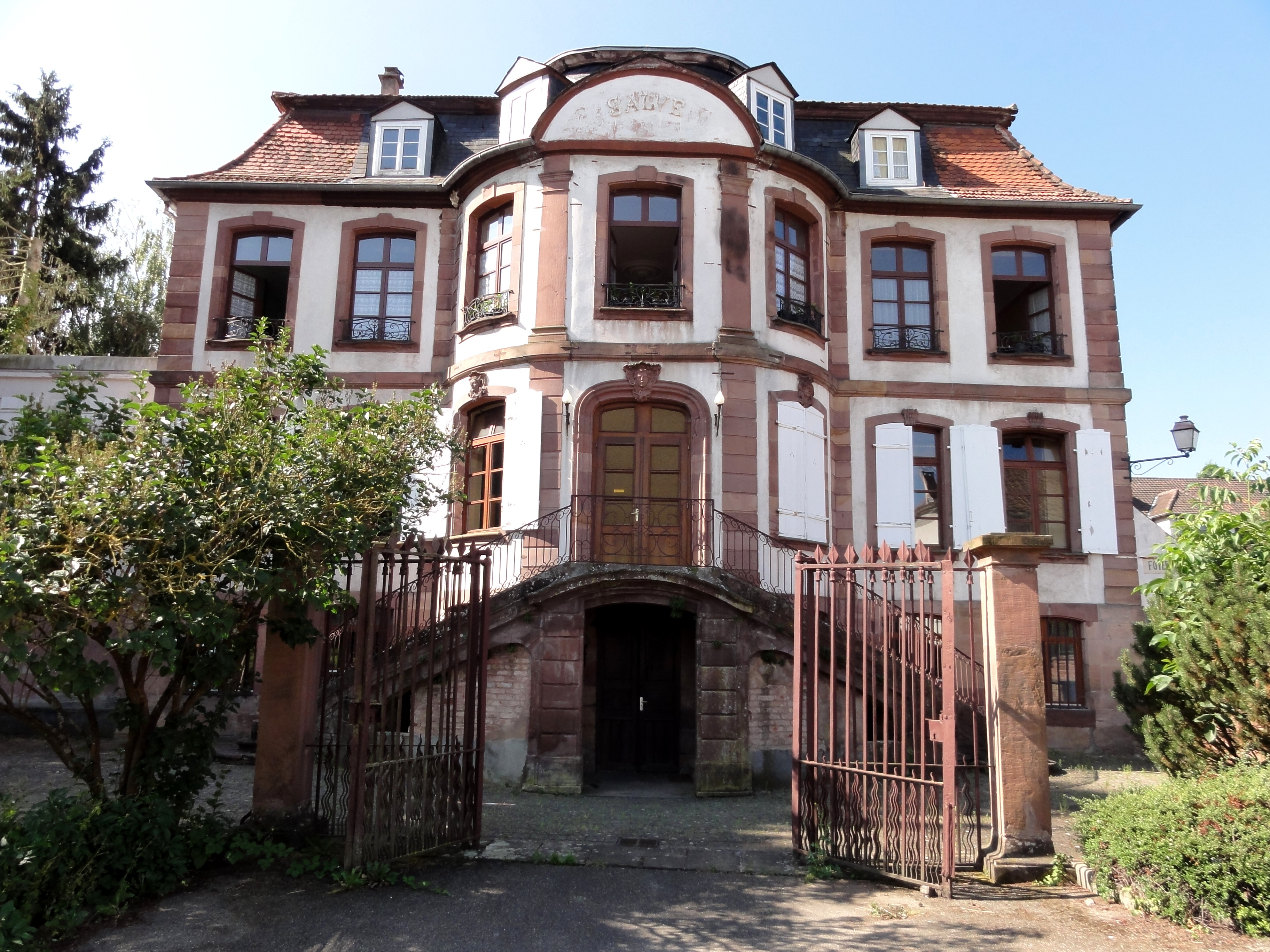
Château (1750), rue des Ecoles.
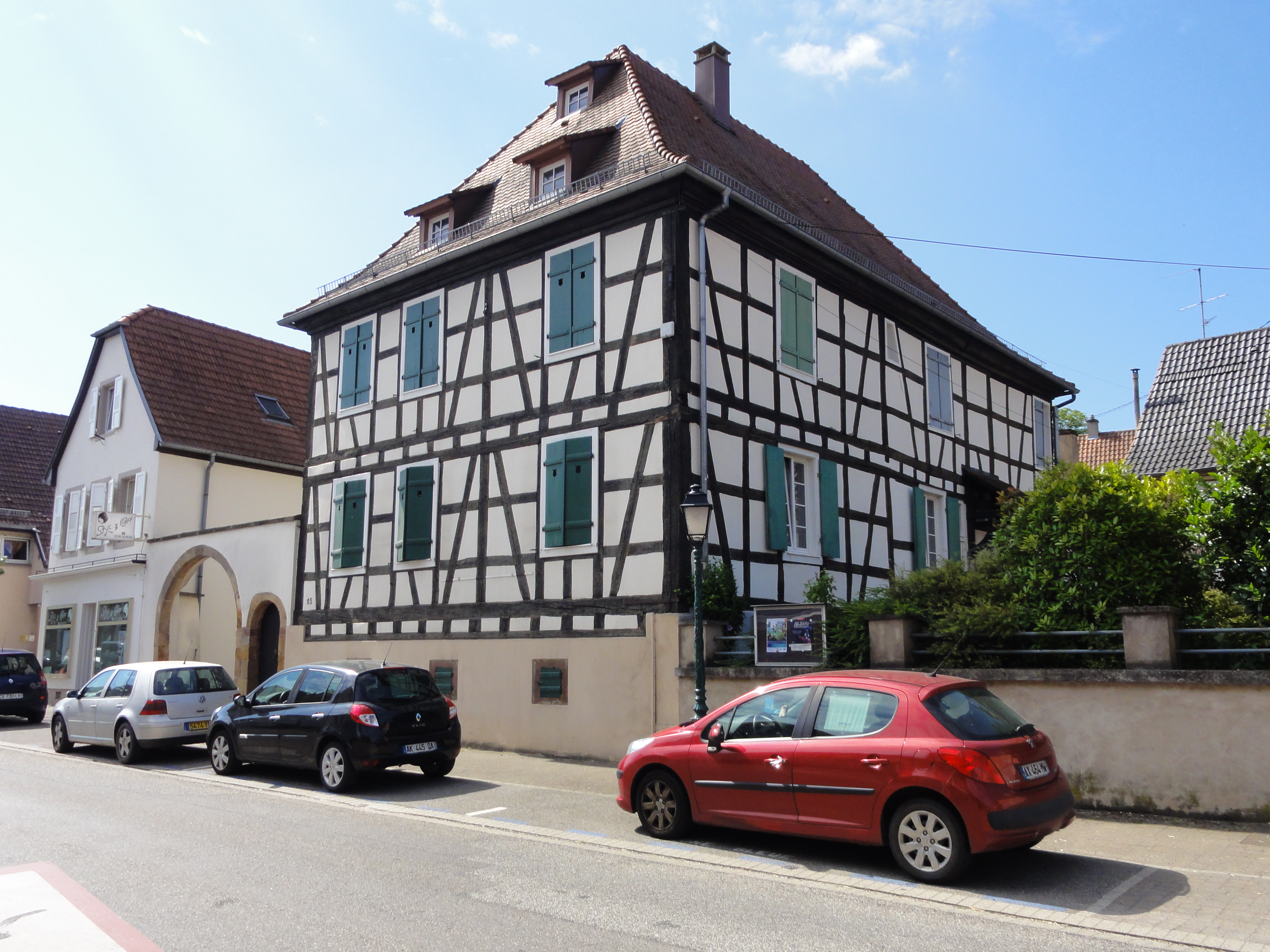
Presbytère protestant (1726), 15 rue des Barons-de-Fleckenstein.
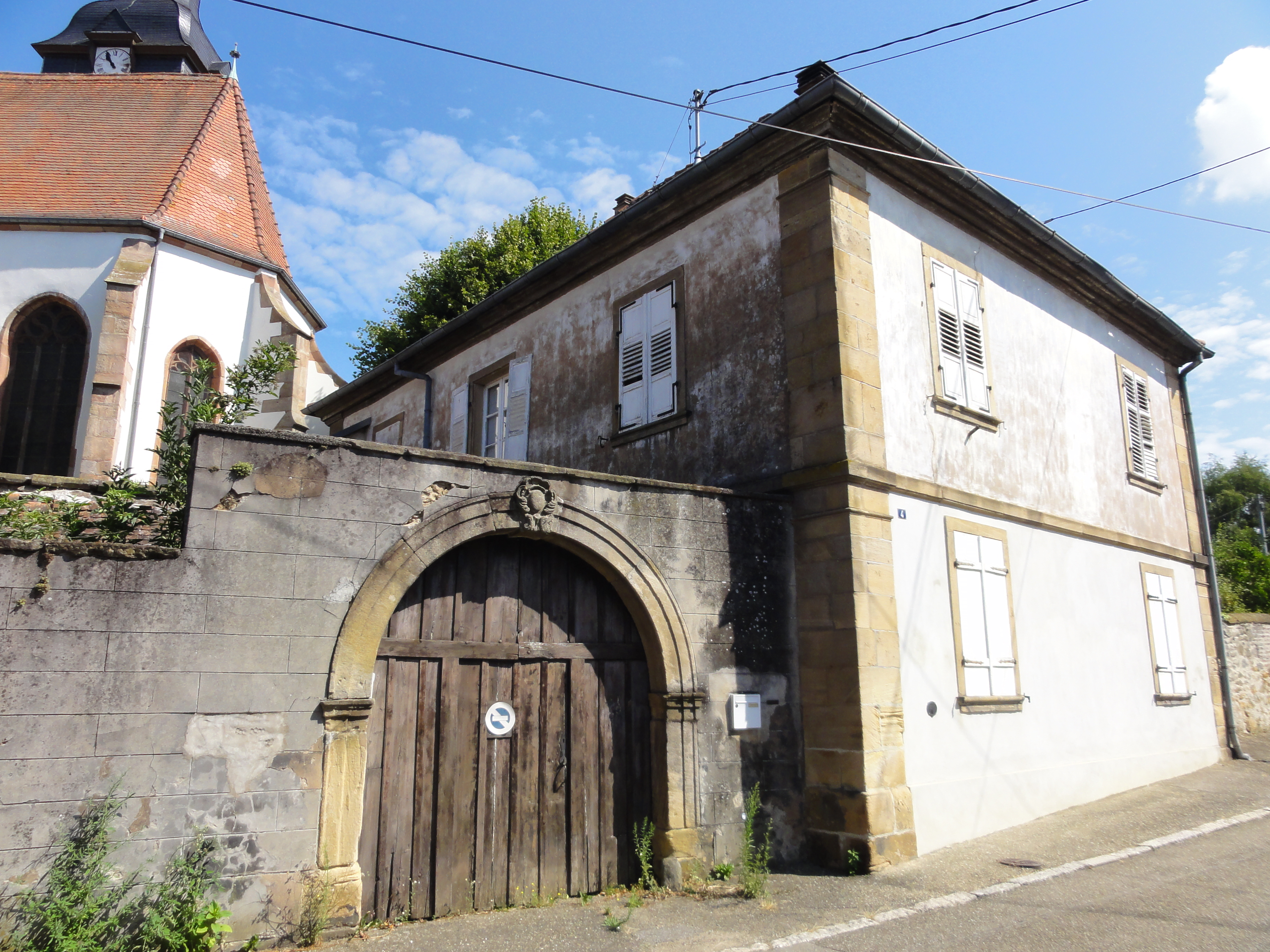
Ancien presbytère catholique (1779), 4 rue des Echevins.
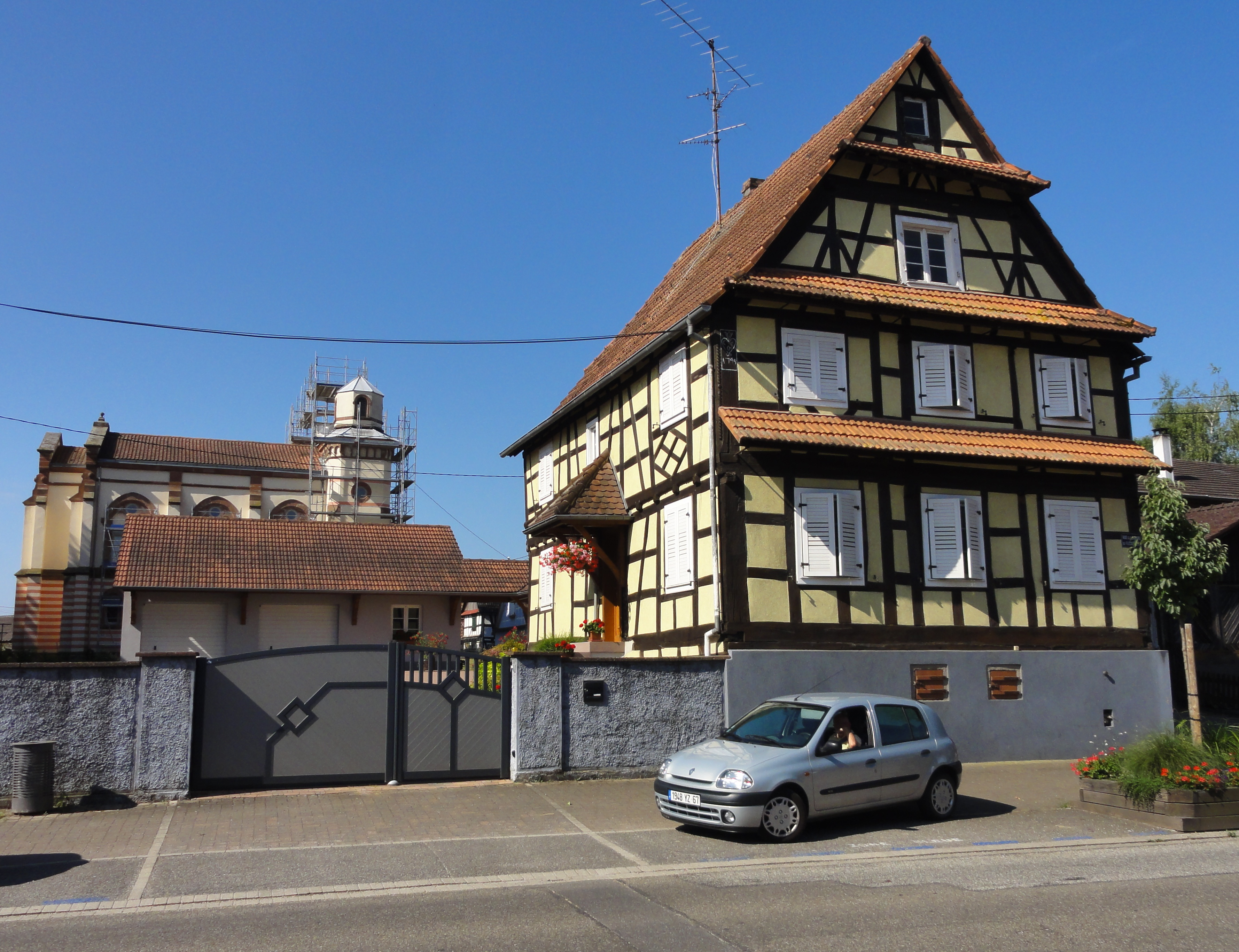
Maison (1745), 37 rue des Barons-de-Fleckenstein.
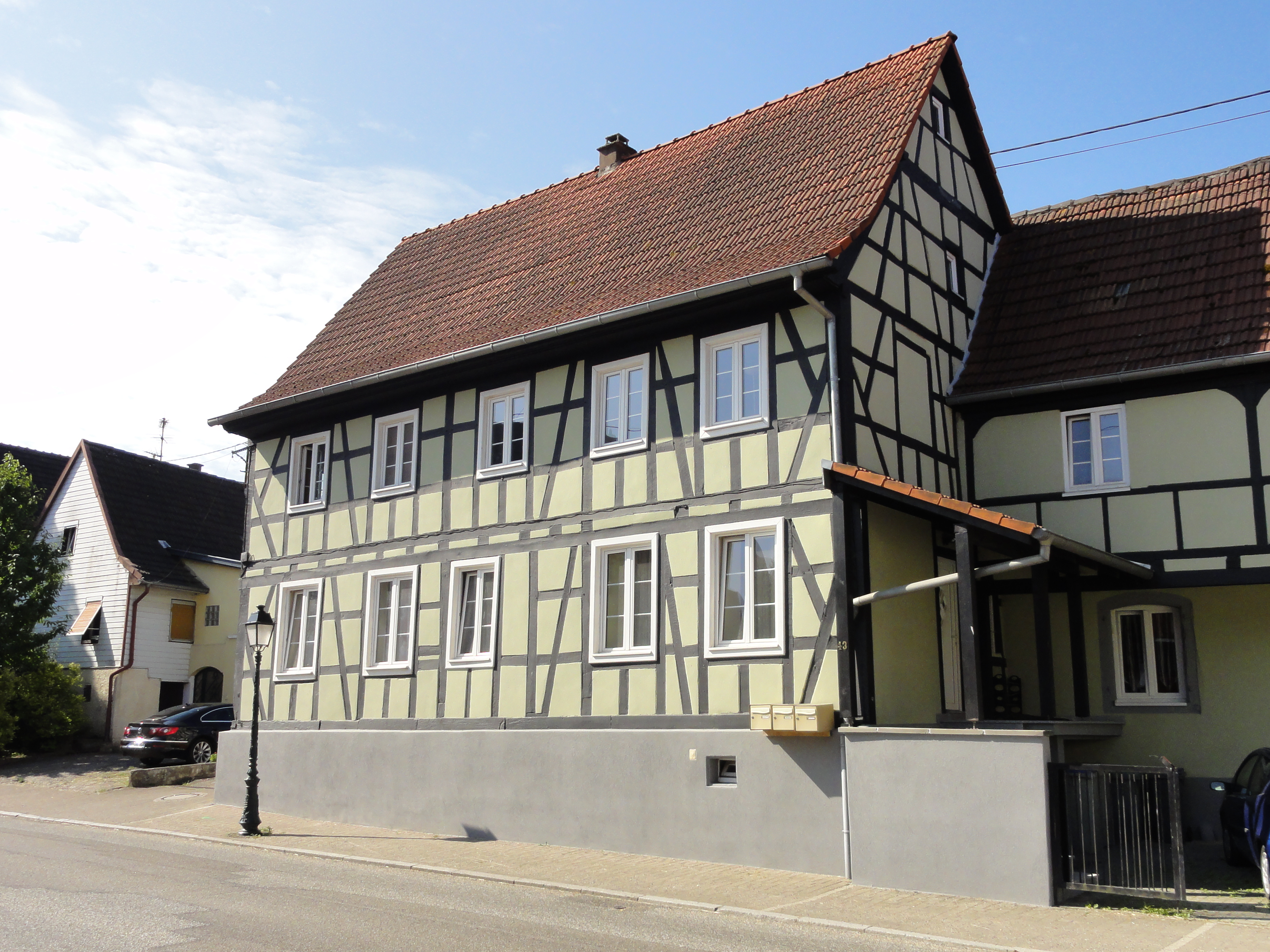
Maison (1797), 43, rue des Barons-de-Fleckenstein.
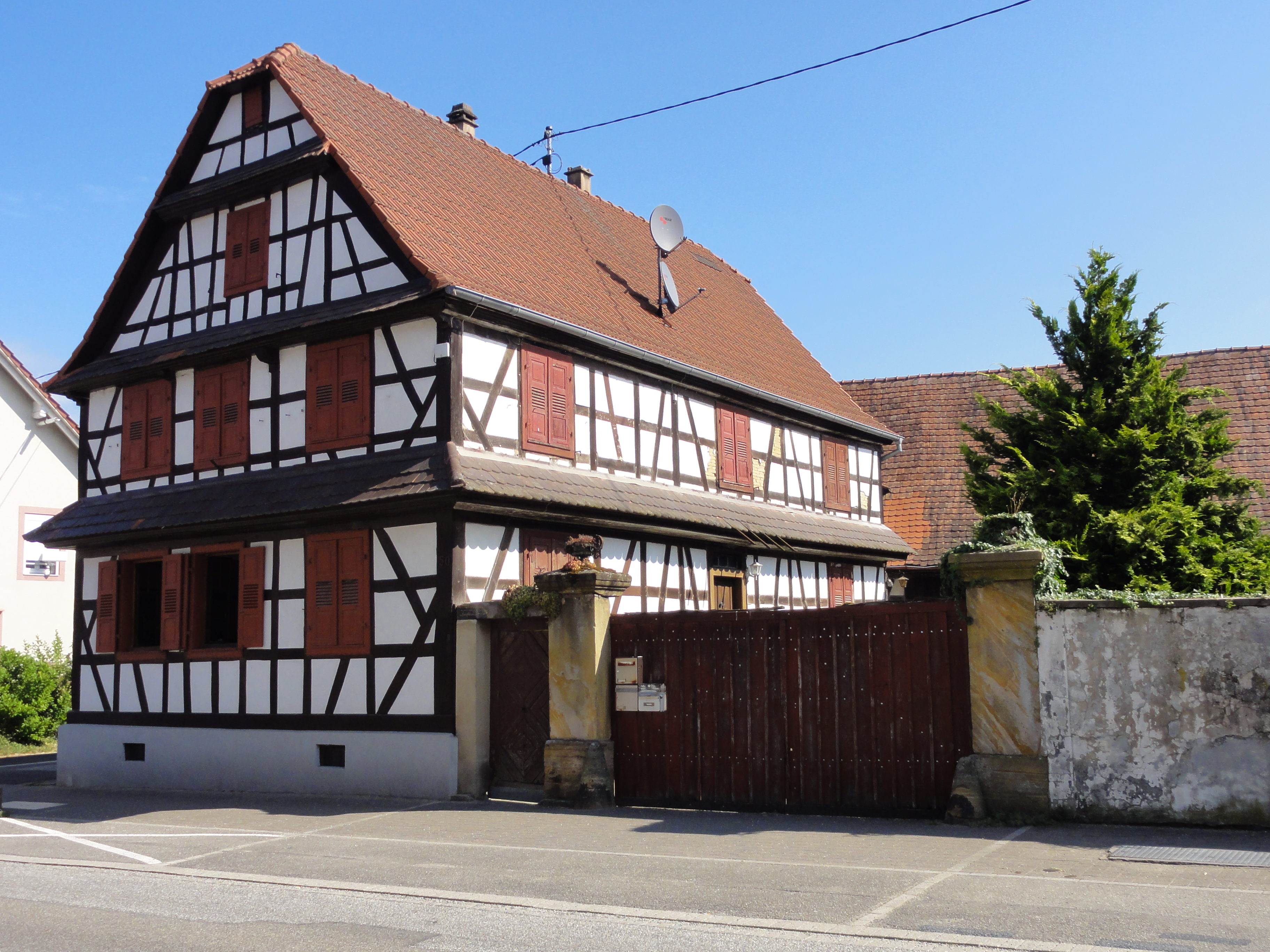
Ancienne ferme (1818), 50 rue des Barons-de-Fleckenstein.
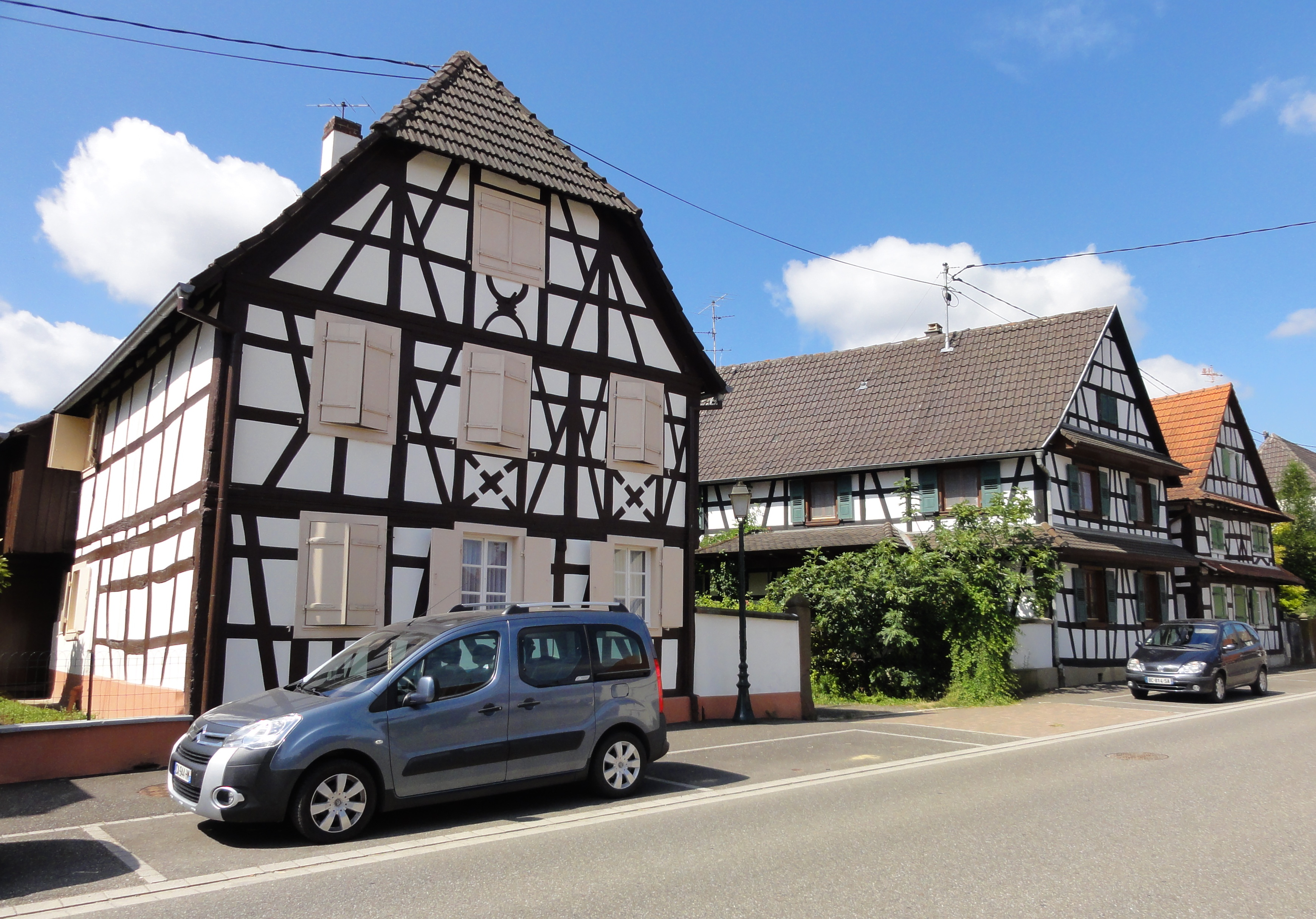
Anciennes fermes (XVIIIe), 20, 18 et 16 rue Frohnacker.

- Saline de 1740[93].
- Maison Müntz construite en 1825[94].
- Château de Bode[95].
- Château des sires de Fleckenstein[96],[97].
- Château érigé en 1750 par François Frédéric de Geiger, bailli de la seigneurie de Soultz[98].
- Ensemble de deux dalles funéraires : de Frédéric de Fleckenstein et d' Anne de Dalberg[99].
- Patrimoine architectural rural recensé par le service régional de l'Inventaire général du patrimoine culturel : Maisons et fermes[100]...

## Personnalités liées à la commune
- Andreas Cellarius (théologien).
- Christian Frédéric Petri, notaire, personnalité luthérienne, né à Soultz-sous-Forêt en 1826.
- Émile Georges Charles Petri, conseiller général à Soultz, cousin du précédent.
- Eugène Müntz, écrivain et critique d'art né à Soutz-sous-Forêts en 1845 et décédé à Paris le 30 octobre 1902.
- Frédéric-Alphonse Musculus, pharmacien et chimiste, né à Soultz-sous-Forêts le 16 juillet 1829 et décédé le 26 mai 1888.
- Arnaud Aron, né en 1807 à Soultz-sous-Forêts, Grand-rabbin de Strasbourg.